# Zelenodolsk
|  | Per a altres significats, vegeu «Zelenodolsk (Sakhalín)». |

Zelenodolsk (rus: Зеленодо́льск, en tàtar ciríl·lic Яшел Үзән, en tàtar llatí Yäşel Üzän, txeremís Парат, Parat) és una ciutat en la porció nord-occidental de la República de Tatarstan, Rússia, localitzada la riba esquerra del Volga, a 38 km de Kazan. És el centre administratiu del Districte de Zelenodolsky. La població, segons el cens rus del 2002, és de 100.139 persones.
A causa de la seva localització, Zelenodolsk és un centre de transport important de la república. També té una drassana coneguda, fundada el 1895.
Durant la Guerra Freda, Zelenodolsk era una base de desenvolupament secreta de vaixells de guerra.